# Lista de membros da Royal Society eleitos em 1796
Esta é uma lista de Membros da Royal Society eleitos em 1796.

## Fellows
1. John Abernethy (1764-1831), cirurgião.
2. George Annesley, 2nd Earl of Mountnorris (1770-1844), membro do parlamento.[3]
3. John Dalrymple (morreu em 1798), almirante da marinha real.[4]
4. Sir George Smith Gibbes(1771–1851), médico[5]
5. John Hellins (morreu em 1827), autodidata, professor, matemático e astrônomo.[6]
6. George Holme-Sumner (1760-1831).[7]
7. William Howley (1766–1848), Arcebispo da Cantuária.[8]
8. William Langford.[9]
9. William Larkins (morreu em 1800), contador, Companhia Britânica das Índias Orientais.[10]
10. William Latham, antiquário.[11]
11. William Lax (1761–1836), astrônomo e matemático.[12]
12. Thomas Osbert Mordaunt (1730–1809), oficial do exército e poeta.[13]
13. Christopher Robert Pemberton (1765–1822), médico.[14]
14. Edward Riou, (1762–1801), oficial da marinha real.[15]
15. Samuel Rogers (1763–1855), poeta.[16]
16. Abade Correia da Serra (1750–1823), embaixador português nos Estados Unidos, ministro das finanças.[17]
17. Robert Smith (1747–1832), advogado.[18]
18. Glocester Wilson (morreu ca. 1852).[19]